# Бирдсли, Питер
Пи́тер Э́ндрю Би́рдсли (англ. Peter Andrew Beardsley, произносится [ˈbɪədslɪ]; род. 18 января 1961, Хексем) — английский футболист, нападающий.

## Клубная карьера
Воспитанник юношеских команд футбольных клубов «Ньюкасл Юнайтед» и «Уоллсенд».
Во взрослом футболе дебютировал в 1979 году выступлениям за «Карлайл Юнайтед», в котором провёл три сезона, приняв участие в 104 матчах чемпионата.
Впоследствии, с 1981 по 1983 год, играл в «Ванкувер Уайткэпс», с небольшим перерывом на «Манчестер Юнайтед», в котором сыграл лишь однажды в Кубке английской лиги.
Своей игрой за «Ванкувер Уайткэпс» привлёк внимание представителей тренерского штаба клуба «Ньюкасл Юнайтед», в состав которого присоединился в 1983 году. Сыграл за команду из Ньюкасла следующие четыре сезона своей игровой карьеры. Большую часть времени, проведённого в составе «Ньюкасл Юнайтед», был основным игроком атакующего звена команды. В составе «сорок» был одним из главных бомбардиров команды, имея среднюю результативность на уровне 0,41 гола за игру первенства.
В 1987 году заключил контракт с клубом «Ливерпуль», в составе которого провёл следующие четыре года своей карьеры. Играя в составе «Ливерпуля» также выходил на поле в основном составе команды. В новом клубе был среди лучших голеодоров, отличаясь забитым голом в среднем не менее в каждой третьей игре чемпионата. За это время дважды завоевывал титул чемпиона Англии и стал обладателем Кубка Англии.
В течение с 1991 по 1993 год защищал цвета команды клуба «Эвертон».
С 1993 года, на этот раз четыре сезона защищал цвета команды клуба «Ньюкасл Юнайтед». Тренерским штабом клуба также рассматривался как игрок «основы». И в этой команде продолжал регулярно забивать, в среднем 0,36 раза за каждый матч чемпионата.
Начиная с 1997 года защищал цвета ряда клубов, однако ни в одном из них не показывал бомбардирских способностей, поэтому в одной команде долго не задерживался.
Завершил профессиональную игровую карьеру в австралийском клубе «Мельбурн Найтс», за который выступал в 1999 году.
После завершения карьеры игрока работал футбольным тренером в штабе клуба «Ньюкасл Юнайтед». В январе 2018 года покинул тренерский пост в молодёжной команде «Ньюкасла» после обвинений в расизме. Футбольная ассоциация Англии начала расследование обвинений в расизме и буллинге, после чего Бирдсли был признан виновным в использовании «расистской лексики» в отношении игроков. В сентябре 2019 года его отстранили от любой футбольной деятельности в Англии на 32 недели за расистские комментарии в адрес футболистов.

## Выступления за сборную
В 1986 году дебютировал в официальных матчах в составе сборной Англии. На протяжении карьеры в национальной команде, которая длилась 11 лет, провёл в главной команде страны 59 матчей, забив 9 голов.
В составе сборной был участником чемпионата мира 1986 года в Мексике, чемпионата Европы 1988 года в ФРГ и чемпионата мира 1990 года в Италии.

## Титулы и достижения

### Командные
- Чемпион Англии (2): 1987/88, 1989/90
- Обладатель Кубка Англии: 1988/89
- Обладатель Суперкубка Англии (3): 1988, 1989, 1990

### Личные
- Член команды года по версии ПФА: 1990, 1994
- Член Зала славы английского футбола: 2007